# Copris gibbulus
Copris gibbulus är en skalbaggsart som beskrevs av Lansberge 1886. Copris gibbulus ingår i släktet Copris och familjen bladhorningar. Utöver nominatformen finns också underarten C. g. borneensis.